# りゅーと

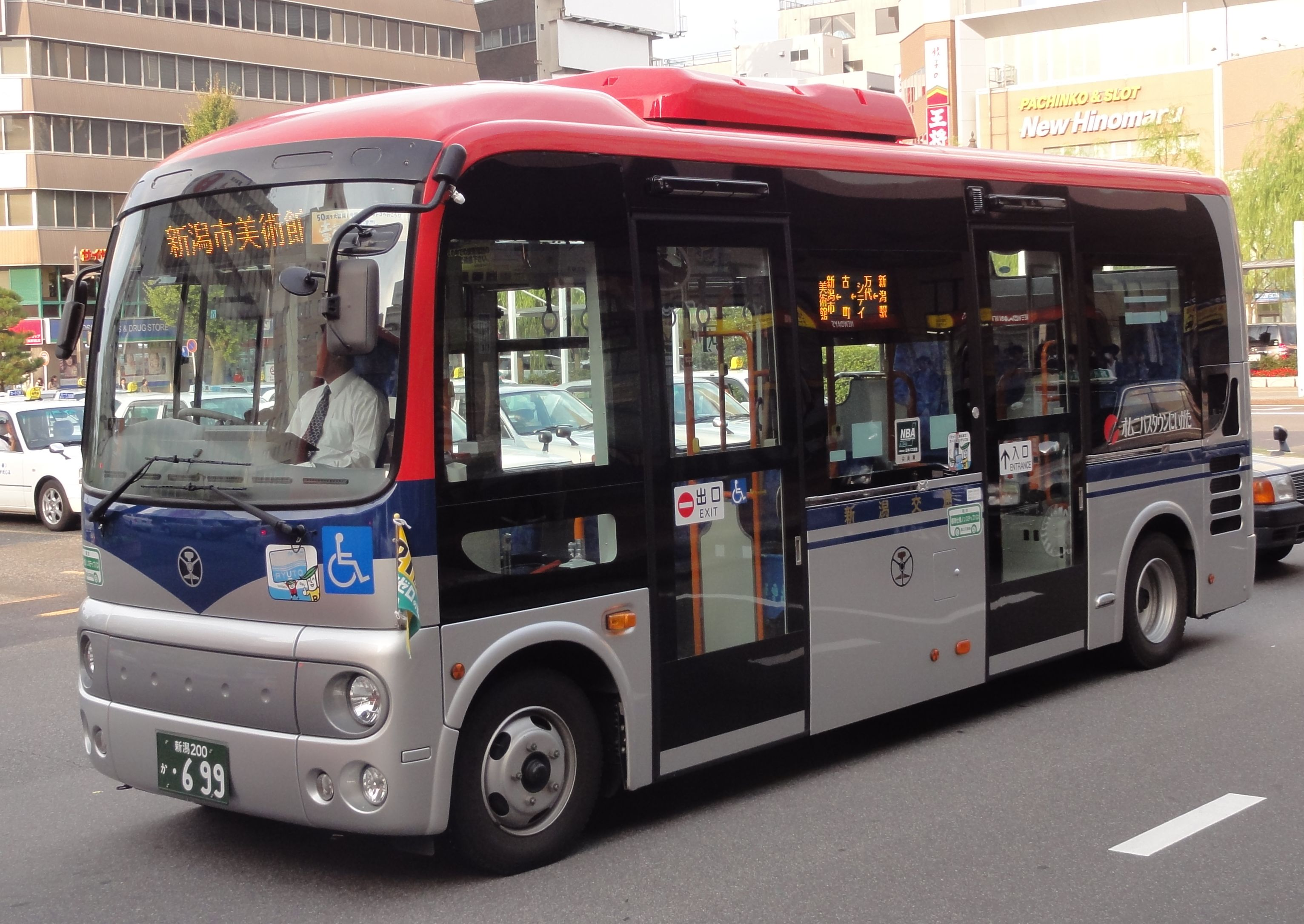
りゅーとロゴのある新潟交通のバス

りゅーと (RYUTO) は、新潟交通が発行する非接触式ICカードを媒体とした乗車カードである。

## 概要

### ICカード導入の経緯
2011年（平成23年）4月24日の始発便から、新潟交通グループが運行する新潟県新潟市の一部の路線バスを皮切りにサービスを開始した。新潟市は2007年（平成19年）4月1日に政令指定都市へ移行したのを機に、公共交通の振興や道路交通の円滑化など市内全域の交通施策を体系的に進めながら、多核連携型のまちづくりを促すための短中期計画「にいがた交通戦略プラン」を2008年（平成20年）3月に策定した。この交通戦略プラン策定にあたり、その一環としてバス交通の振興と利便性向上を目的にオムニバスタウンの指定を受けるため、市と新潟交通などは共同で2006年（平成18年）7月から「新潟市オムニバスタウン計画」の内容検討を進め、2007年3月23日に同計画を策定。4月20日に国土交通省で行われた指定申請ヒアリングを経て5月17日に同省へ指定申請書を提出、6月4日付で受理されて正式に指定を受け、2012年（平成24年）度末まで6箇年計画で整備事業が進められることになった。なお、市のオムニバスタウン計画は当初、2011年度末までの5箇年計画を予定していたが、2010年3月に1箇年の延長が決定した。
「オムニバスタウン計画」には、前述の交通戦略プランで指定された中央区の「基幹公共交通軸」に基幹バスを運行させること（現在のにいがた基幹バスに該当する）や市内の路線網再編、バス停留所の環境整備の他、バスの運賃支払いなどに使用する非接触式ICカードによるストアードフェアシステムの導入などが盛り込まれた。
同年秋には導入計画の骨子も固まり、新潟交通は12月16日、りゅーとの発売日を2011年3月16日、サービス開始日を同年3月26日として、市内線・近郊線の一部路線バスを皮切りに順次導入する旨を発表した。サービス開始に先立ち、3月2日から3月11日にかけての10日間、事前に登録したモニターによる試験運用が実施された。3月11日に発生した東日本大震災の影響により、新潟交通はカードの発売・サービス開始とも延期する旨を発表。その後カードの発売開始日を4月17日、サービスの開始日を4月24日とする旨を4月5日付で改めて発表し、それぞれ予定通り開始するに至り、サービス初日には新潟駅万代口バスターミナルで運用開始を祝うセレモニーが執り行われた。サービス開始と同時に、乗車ごとの運賃精算額と月間の累計運賃精算額に応じてポイントを付与する「ポイントサービス」の運用も併せて開始された。

### 名称の由来

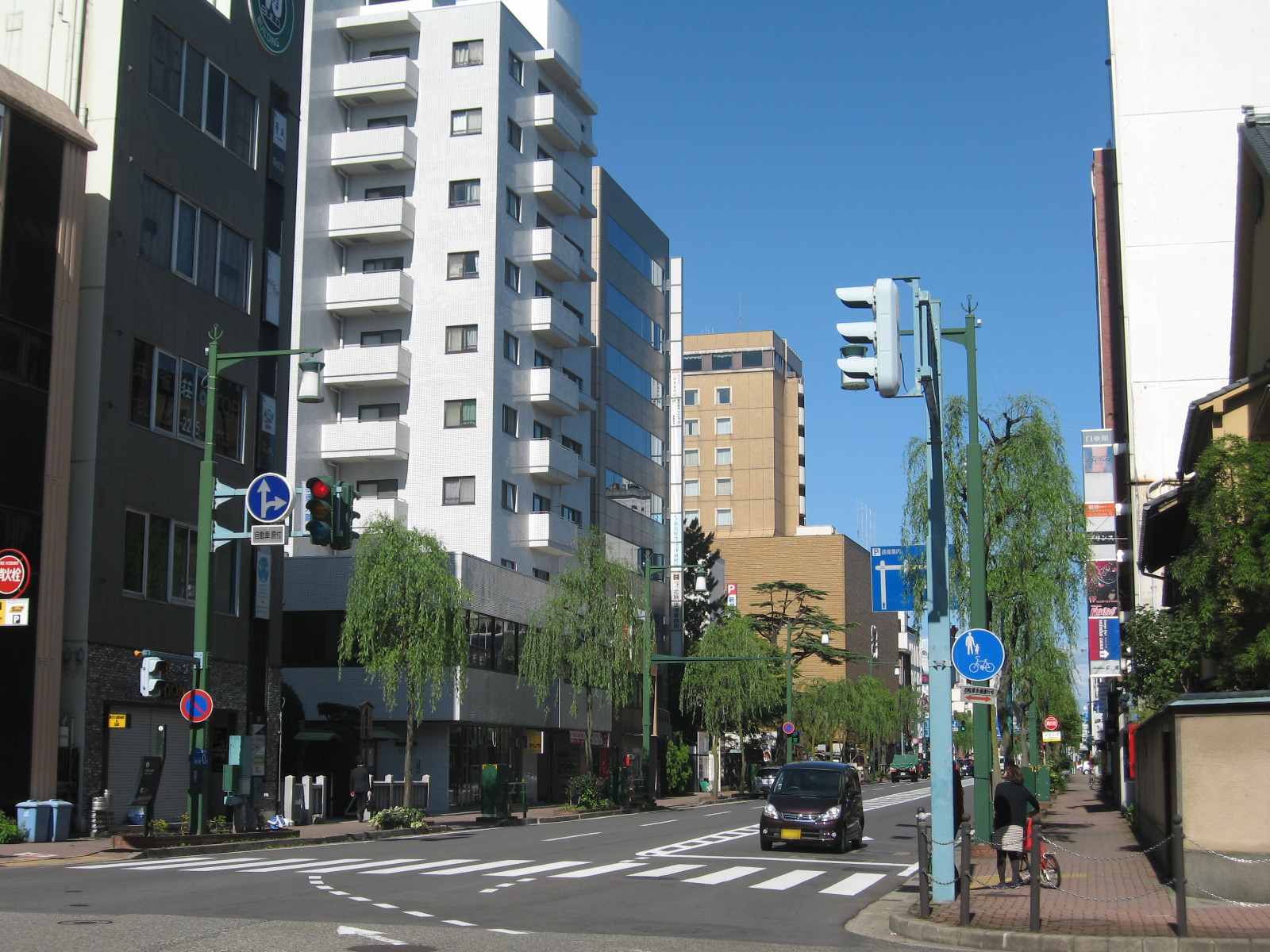
柳都・新潟

検討を進めた結果、ICカードは2011年春の導入が決定。これに合わせ新潟交通は2010年（平成22年）6月にカードの愛称募集を実施したところ1,076点の応募があり、同社の社内選考会を経て、同社と国土交通省、新潟市、市民代表、デザイナーなどによる最終選考会で検討した結果、計17点の応募があった「りゅーと」に決定した旨を8月20日に発表した。新潟（新潟島）の雅称「柳都（りゅうと）」に由来するもので、メイン表記は多くの利用者に親しみを持ってもらえるよう平仮名とした。
また英字表記は「RYUTO」とし、「U」の下に「_」（アンダースコア）を配して横向きにすると「IC」と読める隠し文字が施された。カードのデザインも愛称に合わせ、日本海と信濃川・阿賀野川の二大河川、さらにかつて市内中心部に張り巡らされていた堀と柳並木をイメージしたものが採用され、ライトブルーを基調に、水の流れと風に揺れる柳の葉などを模したデザインとなった。

### サービス開始後の主な動き
サービス開始以降、サービスエリアやサービス内容を順次拡大しており、同年度中に一部を除く市内線・近郊線の全路線でサービスが開始された。併せて同年度末の2012年3月16日には「定期券サービス」の運用を開始した他、同年7月20日には30分以内に路線バスを乗り換える際に2乗車目の運賃を割り引く「乗り継ぎ割引サービス」の運用を開始した。さらに2012年度中には同市中心部に乗り入れる近郊・郊外線の全路線への導入完了を予定している他、県内線高速バスでも導入を予定しており（サービス開始時期は未定）、県内の他のバス事業者などと検討を進めている。
なお前述のバスカードと、紙製の回数券（普通回数券：11枚綴り、買物回数券：100円・1000円・2000円のセット券3種）については、りゅーとの利用促進や環境負荷の軽減等を目的としてサービスを停止することとなり、2013年6月30日を以って販売を終了、同年9月30日をもってサービスを全面終了した。バスカードの販売終了後、利用者のカード切り替え需要の急増により、りゅーとの在庫切れが一時相次いだため、新潟交通グループでは無記名式カードおよび記名式カードの発売を一時休止し、在庫が確保された8月24日までの間に限り、バスカードを販売する措置を行った。
後に、新潟県内高速バス共通カードについては、会津乗合自動車担当分を含む会津方面路線の運用が完全に停止、それ以外の県内完結路線はりゅーと（Suicaなども片乗入れで対応）に置き換えられる事になった。
ただしバスカードのサービス終了後も、新潟交通観光バスの紙製回数券は、引き続き発行する。

### Suicaの並行サービスについて
新潟交通グループでは2013年（平成25年）3月23日から、りゅーとエリアで東日本旅客鉄道（JR東日本）のICカード「Suica」のサービスを開始した。新潟交通は自社システムと併用する形でSuicaのシステムを運用しており、りゅーとエリアと同一範囲を「Suica新潟エリア」とし、りゅーとと並行してサービスを実施している。
なお、りゅーとはりゅーとエリアでのみ利用可能で、他のSuicaエリア（JR東日本のSuica新潟エリアを含む）やSuica電子マネーサービス（佐渡汽船、タクシー各社等）、ならびにSuicaと相互利用サービスを実施している他のICカードエリアでは、りゅーとは利用できない。
また、りゅーとエリア内ではSuicaはじめ他のICカードの利用方法についても一部制限があり、りゅーとエリア内ではSuica等のチャージは取り扱っていないほか、りゅーとで実施している各種乗り継ぎ割引サービスは、Suica等の単体だけでは適用されない（詳細は後述）。

## 沿革
- 2006年（平成18年）10月27日〜10月29日：朱鷺メッセで開催された「地域ICT未来フェスタinにいがた」でIC乗車カードの実証実験を実施。専用ICカードが1枚300円・1500枚限定で発売され、同イベントの開催期間中に佐渡汽船線（17系統）の一部でサービスを行った（ICカードは開催後もEdyとして利用可能）。
- 2007年（平成19年）6月4日：新潟市がオムニバスタウンに指定。重点施策として「ICカードの導入」が盛り込まれ、その後導入時期は2011年春に決まる。
- 2010年（平成22年）8月20日：一般公募により、ICカードの愛称が「りゅーと」に決定。
- 2011年（平成23年）4月17日：りゅーとの各カードの発売を開始。当初は一般カード（無記名式・記名式）、子どもカード（記名式）の2券種。
- 2011年（平成23年）4月24日：新潟市内の一部路線バスでサービスを開始。その後、段階的にサービスエリアを拡大。
- 2012年（平成24年）3月16日：定期券サービスと、障がい者カードの発行を開始。
- 2012年（平成24年）7月20日：乗り継ぎ割引サービスを開始。
- 2013年（平成25年）3月23日：りゅーとサービスエリアにてSuicaのサービスを開始。全国10種類の交通系ICカードが利用可能となる。
- 2014年（平成26年）3月3日：定期券の新規購入・更新購入の発売開始日を利用開始14日前から28日前に変更（スクールワイド・おでかけ定期券は従来通り30日前から発売開始）。

## カードの種類
カードは大きく分けて3種類がある。
ストアードフェア方式の大人運賃精算用の「一般カード」（無記名式・記名式）、小人運賃精算用の「こどもカード」（記名式）、定期券機能とストアードフェア機能を併せた「定期券」（後述）の計3種類で、障がい者割引運賃が自動適用される「障がい者カード」（新潟交通では「障がい者」の表記を用いている）の発行も可能である（後述）。いずれもカードの新規発行時にデポジット（預り金）500円が別途必要となる。
一般カード・子どもカードの新規発売額はいずれも2,000円で、うちストアードフェアが1,500円、デポジットが500円。定期券の新規発売額は券面区間の定期運賃に加え、デポジットが500円別途必要（所有のりゅーとに定期券データを追加する場合は不要）。ストアードフェアの入金上限額は20,000円で、1,000円毎にチャージ（入金）することができる。
利用方法については#利用方法を参照。
なお、カード裏面の16桁のカード番号の上2桁のアルファベットは、NBとなっている。

### 一般カード
「一般カード」には無記名式と記名式の2種類がある。
汎用タイプの無記名式は新潟交通グループの取扱窓口と、りゅーとが利用できる車両で発売している。紛失時の再発行はできないが、取扱窓口で登録手続きを取れば、手数料なしで下記の記名式に切り替えることができる。
記名式は新潟交通グループの取扱窓口でのみ発売している。券面には名義人の氏名と性別が記載されており、購入時に氏名・住所・電話番号・生年月日・性別等の登録が必要となるが、万一紛失した場合は新潟交通グループの取扱窓口で紛失登録の手続きを取った上で紛失したカードを使用停止し、登録手続きから3日後以降に確認したカード残高を基に再発行を受けることができる。ただし紛失登録時には再発行手数料（一般カード210円、定期券各種520円）とデポジット500円が別途必要となる。
なお記名式の一般カードは、名義人以外は使用できない。また記名式として登録したカードを、無記名式に切り替えることはできない。

### こどもカード
「こどもカード」は記名式の1種類のみ。新潟交通グループの取扱窓口でのみ発売している。券面には名義人の氏名・性別・カードの有効期限・割引種別【こども】が記載されており、利用期限は小学校卒業年(=12歳)の3月31日までとなっている。
記名式の一般カードと同様、購入時に氏名・住所・電話番号・生年月日・性別等の登録と併せ、保険証など本人確認ができる書類が必要となるが、紛失時には紛失登録の手続きを行えば再発行することができる。ただし紛失登録時には再発行手数料（子どもカード210円、定期券各種520円）とデポジット500円が別途必要となる。
また中学校進学後は無効となるが、手続きを行えば引き続き記名式の一般カードとして使用できる（手数料は無料）。

### 定期券
定期券サービスは2012年3月16日から一般路線バスにおいて開始され、りゅーとサービスエリア内の窓口で取り扱う定期券は同日の発売分以降、全てりゅーとでの発行に切り替えられた。
通常の定期券としてだけでなく、あらかじめチャージしておくことで記名式カードとしても使用でき、定期券区間を越えて乗車した場合は運賃支払い時に差額を自動精算できるシステムが用いられている。またICカードのリライト機能を活用して、これまで記名式カードを所有していた場合は窓口で手続きする際、カード情報を更新することによって定期券機能を追加することができる。また継続購入や利用区間等が変更になった場合も、手続きの際に手持ちのカードを更新して引き続き使用できる。定期券を使用しなくなった場合も手続き後は記名式カードとして、それまでのストアードフェアを継続して使用できる。
なおSuicaをはじめ全国10種類の交通系ICカードには、定期券機能を付加することはできない。

#### 券種
りゅーと定期券には、下記の3券種7種類がある。
- 通勤定期 - 期間は1・3・6か月。発売は日極単位で、任意の開始日から発行可能。
  - 均一フリー - 新潟市内均一区間のエリア内が有効期間内、全区間乗り降り自由。1か月：33.3%引、3か月：36.7%、6か月：40%と長期ほど割引率が高くなる。
  - 通勤定期券 - 購入区間を1か月間、1日1往復利用した運賃の30%引。任意の区間で発行可能。
- 学生定期 - 期間は1・2・3・4・5・6・12か月。購入時には学生証（小学生以下は健康保険証）の提示が必要。
  - 均一フリー - 新潟市内均一区間のエリア内が有効期間内、全区間乗り降り自由。発売は日極単位。1か月：42.9%引だが通勤用同様、長期ほど割引率が高くなる。
  - 学生定期券 - 購入区間を1か月間、1日1往復利用した運賃の40%引。発売は日極単位。なお、りゅーと化以降は通学区間だけでなく、塾やアルバイトにも使用できるよう通学証明書の提示は不要とし、任意の区間で発行できる。
  - スクールワイド - 学生向けのフリーパス定期券。発売は月極単位。
- シニア専用定期 - 高齢者向けのフリーパス定期券。期間は6・12か月で発売は月極単位。購入時には運転免許証や健康保険証などの身分証明が必要となる。
  - おでかけ65 - 対象年齢は65〜69歳。
  - おでかけ70 - 対象年齢は70歳以上。

均一フリー定期券
従来発売していた「市内均一区間全線定期券」を、りゅーと化に合わせてサービス内容を見直した。従来は通勤用1か月12,000円のみの設定で割引は無く、従来の市内均一区間全線定期券の発売価格は、均一区間（大人200円）を1か月間、1日2回乗車した計算で12,000円に設定されていた。りゅーと化後は通勤定期券を、均一区間内の任意区間で購入した場合と同額の30%引の8,400円に値下げした。
スクールワイド・おでかけ65・おでかけ70
新潟交通管内の一般バス路線に乗車できるフリーパスタイプの定期券。
「スクールワイド」は、りゅーと化と同時に企画された学生限定フリーパス。なお小人運賃の設定はなく、小学生以下の割引は適用されない。また、これまで発売されていた高齢者向けのフリーパス「おでかけ定期券」2種類もりゅーと化され、紙製での発行時に必要だった顔写真の提出は必要なくなった。ただし従来同様、年齢を確認できる身分証明が必要となる。発売額は「おでかけ65」が6か月用33,000円・1年用60,000円、「おでかけ70」が6か月用22,000円、1年用40,000円。いずれも発売は月極単位で、有効開始日は購入月の1日からとなる。なお購入月の途中でも発行可能だが、その場合も購入月の1日を有効開始日として取り扱い、日割り計算による割引は適用されない。
利用エリアは新潟交通グループの新潟市中心部発着全路線（りゅーとサービスエリア内全線と郊外線の一部を含む）と、新潟交通観光バスの新発田・京ヶ瀬・潟東営業所管内の一部路線で、りゅーとエリア外でも一部の路線・区間で利用できる。ただし高速バス全線、新潟交通佐渡全線、新潟交通観光バスが運行する自治体共同運行路線（県・市町村等から費用補助を受けて運行している路線。2006年10月以前の廃止代替バスに該当するもの。勝木・村上・中条・津川・三条営業所管内の全路線と、新発田・京ヶ瀬・五泉・潟東営業所管内の一部路線）、新潟市各行政区の区バス（西区区バスのみ利用可）、新発田市コミュニティバスの市街地循環バス（あやめバス）など、新潟交通グループが運行業務を受託するコミュニティバスの一部路線・区間では利用できない（利用エリアの詳細は新潟交通のWebサイトを参照）。

#### 主なサービス内容
割引率等
1か月券の割引率は通勤定期各種が30%、学生定期各種が40%（小学生以下は50%）に設定されているが、これとは別に期間割引が設定されており、有効期間が長期ほど割引率が高く設定されている。スクールワイド・おでかけ定期券も同様に、有効期間が長期ほど1か月あたりの金額が安価に設定されている。
発売方法・手数料等
新規購入の場合は、全券種とも利用開始予定日の7日前から新潟交通グループの定期券取扱窓口で発売する。手続きの際、カードを含め新規購入する場合はデポジット500円が別途必要。既に所有しているカードに新規で定期券データを追加する場合はカードの提出が必要だが、デポジットは必要ない。また学生は学生証もしくは健康保険証、おでかけ定期券購入の場合は健康保険証・運転免許証など年齢を確認できるもの、障がい者割引を受けている場合は各種証明書類などの提示も併せて必要となる（障がい者カードの詳細は後述）。
継続購入（更新）の場合は、スクールワイド・おでかけ定期券は有効期限の30日前、均一フリー・通勤定期券・学生定期券は有効期限の14日前から手続きが可能。学生の新年度初回の更新時や、精神障がい者保健福祉手帳が更新された場合等、各種証明書類が更新された場合には更新手続きの際にも提示が必要となる。
有効期間中の定期券の利用区間を変更することができる。その際に利用中の区間を一旦払い戻して券面を更新し、変更区間との差額分を精算するが、手数料として500円が別途必要となる。また区間変更手続きの際には各種証明書の提示も必要となる。
万が一紛失した場合は一般カード・子どもカードで前述した通り、手続きの際に身分証明書と再発行手数料500円、デポジット500円が別途必要となる。紛失した定期券にチャージ残高がある場合は再発行手続きと同時に紛失登録手続きを行い、再発行手続きから3日後以降に確認したカード残高を基に、残高を再発行した定期券へ移行する手続きを受けることができる。
定期券が不要となった場合は利用中の区間を払い戻すこともできる。その際には手数料として500円が別途必要となるが、チャージ金額はそのままで、記名式カードとして引き続き使用できる。定期券・カードのいずれも不要となった場合は定期券の利用中区間の払い戻し額とチャージ金額の残額の合計から手数料500円を差し引いた金額とデポジット500円が払い戻される。ただしカードを払い戻した場合、ポイントサービスの残高等はすべて無効となる（詳細は後述）。
郊外とくとくワイド
通勤定期券と学生定期券の利用者には、定期区間近隣の路線にも乗車できるサービス「郊外とくとくワイド」が付与される。新潟市中心部発着の近郊・郊外線（市内線の一部を含む）を6つのグループに分類し、定期利用区間の路線と同一グループ内の路線とが合流する市内中心部側の停留所があれば、定期区間と同一運賃以内の区間に限り利用することができる。なお、市内中心部の運行区間が他路線と重複しない路線（免許センター線、はなみずき線）と、近郊部発着で市内中心部に乗り入れない路線（黒鳥線、赤塚地区住民バス、臼井線、矢代田線など）はグループ分類の対象外となる。その他の一部路線も取扱いの対象外となる区間がある。
例：新潟駅前 - 西小針間（西小針線・大人片道370円）の定期券を購入した場合
同一グループには西小針線の他、有明線・大堀線・寺尾線・西循環線・流通センター線が含まれる。上記区間と同じ新潟駅前から大人片道370円となるのは、それぞれ上新栄町地蔵前・坂井輪小学校前・西郵便局前・済生会第二病院前・環境公社前の各停留所までの区間で、券面区間と合わせて計6区間が1枚の定期券で利用できる。
家族割引サービス（環境定期券制度）
新潟交通グループでは2006年冬から、通勤定期券の利用者が土曜・休日に家族同伴で定期券を使用して一般路線バスに乗車した場合、定期券の名義人と同居する2親等以内の家族の運賃を大人100円均一（精算は現金のみ）に割り引く制度を実施している。
りゅーと化後は通勤定期券・均一フリー（通勤用）の2種類を対象としてサービスを実施しており、当該ケースでは定期券の券面区間内であれば、同伴家族はワンコインでバスに乗車できる。なお小人については、別途実施している「子どもワンコインバス」のサービスにより、同伴者がいなくても50円均一（精算は現金のみ。一部対象外となる路線・区間あり）で乗車できる。

### 障がい者カード
新潟交通グループでは障がい者の運賃割引制度を実施しており、障がいの種別・等級によって大人・小人とも30〜50%の割引を受けることができる。これまでバスカード・りゅーと利用の場合は降車時の運賃精算の際、乗客は障がい者手帳等の証明書を運転士に提示し、運転士はそれを確認した上で割引適用のため精算機を操作し、機器の適用が完了した段階で乗客が通常の精算操作を行う必要があり、概要で記したように降車に時間を要すケースも発生していたが、2012年3月16日の定期券サービス開始と同時に、障がい者割引適用分の運賃を自動精算できる「障がい者カード」の発行を開始した。
一般カード・子どもカードとも発行可能で、通常のカードと同様に定期券データも追加できる。いずれも記名式で、新潟交通グループの取扱窓口でのみ発売している。新規購入の他、既に一般カード・子どもカードを所有している場合でも取扱窓口で手続きを受ければ切り替えることができる（手数料は無料）。カードの有効期限は1年間で、1年毎に取扱窓口での更新手続きが必要となる。券面には名義人の氏名・性別・割引種別（一般カード・通勤定期各種・大人運賃の通学定期各種の場合は【一般割】、子どもカード・子ども運賃の通学定期各種の場合は【子ども割】）と、有効期限が記載されている。なおバス乗車の際には運転士が身分確認を求めることがあるため、カード利用の場合でも障がい者手帳などの証明書類を携行する必要がある。
購入時に氏名・住所・電話番号・生年月日・性別等の登録と併せ、障がい者手帳・証明書など割引対象者であることの確認ができる書類の提示が必要。紛失時には紛失登録の手続きを行えば再発行することができる。ただし紛失登録時には再発行手数料（障がい者カード210円、定期券各種520円）、デポジット500円が別途必要となる。上記の通り、1年毎に取扱窓口での更新手続きが必要で、その際にも障がい者手帳・証明書など書類の提示が必要となる。
子どもカードの利用期限は通常の子どもカードと同様、小学校卒業までだが、中学校進学後に一般カードへ切り替える場合の手続きも上記同様である。なおカードの発行対象は本人のみで、介護人は対象外となる。障がいの種別・等級などによって割引適用対象や割引率が異なり、必要となる証明書類も異なるが、これらに関する案内は新潟交通のホームページに掲載されている。

## 利用方法

「タッチ&ゴー」の動き

基本的な使用方法は他のICカード乗車券と同様である。

### バス乗降および運賃精算
乗車時に、乗車口にあるカードリーダー（読み取り機）にカードをタッチし、乗車停留所の整理券番号の情報を読み込ませる。読み取りが正常に完了した場合は「ピッ」とタッチ音（電子アラーム）が鳴り、乗車リーダーにカードの残額と整理券番号が表示される。
降車時に、運賃箱上部のカードリーダーにカードをタッチして運賃を精算する。読み取りが正常に完了した場合はタッチ音が鳴り、カード残額から当該区間分の運賃が自動的に精算され、降車リーダーに運賃引去額、カード残額、残ポイント、整理券番号が表示される。降車時のタッチ音は一般カードの場合、カード残高1,000円以上の場合は「ピピッ」、1,000円以下の場合は「ピピピッ」と残高により異なる。子どもカードの場合は残高に関わらず「ピヨピヨ」と鳴る。なお乗車時のタッチを忘れた場合や残高が不足している場合は「ピー」とエラー音が鳴る。タッチを忘れた場合は乗務員（運転士）に乗車停留所を申告した上でタッチの操作を行う。また残高不足の場合は運転士に申し出てチャージした上で精算するか、現金もしくは回数券・バスカードで残額分を支払う。
ただし定期券のサービス開始以降、りゅーとのサービスエリアに該当しない路線や、りゅーと非対応の車両で定期券を利用する場合は従来の紙式の定期券同様、乗車時に整理券を取り、降車時に券面を提示して運賃箱に整理券を投入する手順となる。また、このケースで定期区間外へ乗り越す場合、乗り越し分の運賃は現金もしくは回数券・バスカードでの精算となる。
複数人で乗車した場合はバスカードと同様、降車時に乗務員に申告すれば精算は可能だが、新潟交通では乗降・精算をスムーズにするため、りゅーと利用の場合は原則として乗客1人につき1枚ずつカードを使用するよう協力を求めている。

### カードの購入
窓口での購入
りゅーとの各カードは新潟交通グループの窓口のうち、下記の計13箇所で発売している。取扱窓口で新規購入する際は使用開始時の希望チャージ額を指定でき、発売額は基本額2,000円から1,000円毎に最高20,000円（SF19,500円・デポジット500円）まで設定されている。取扱窓口ではこの他、カードに関する各種手続きも取り扱っている。
りゅーと取扱窓口（2015年9月現在）
- 新潟市北区
  - 新潟北部営業所
- 新潟市東区
  - 新潟東部営業所
- 新潟市中央区
  - 万代シテイバスセンター案内所
  - 新潟駅万代口バスターミナル案内所 △
  - 入船営業所
- 新潟市江南区
  - 新潟南部営業所
- 新潟市西区
  - 新潟西部営業所
  - 内野営業所
- 新潟市西蒲区
  - 新潟交通観光バス潟東営業所
- 新発田市
  - 新潟交通観光バス新発田営業所
- 阿賀野市
  - 新潟交通観光バス京ヶ瀬営業所

特記無きものは全て、新潟交通が運営する窓口。
△＝万代口バスターミナル案内所は、定期券の取扱い無し。
バス車内での購入
また、りゅーとが利用できる車両では無記名式の一般カードのみを発売しており、停車中などに運転士に申し出れば入手できる。ただしバス車内で新規購入する場合の発売額は、基本額2,000円のみとなる。

### チャージの取り扱い
窓口チャージ
ストアードフェアのチャージは前掲の取扱窓口で行える。窓口によって営業日・営業時間等が異なるため、詳細は新潟交通のホームページを参照。
チャージ機

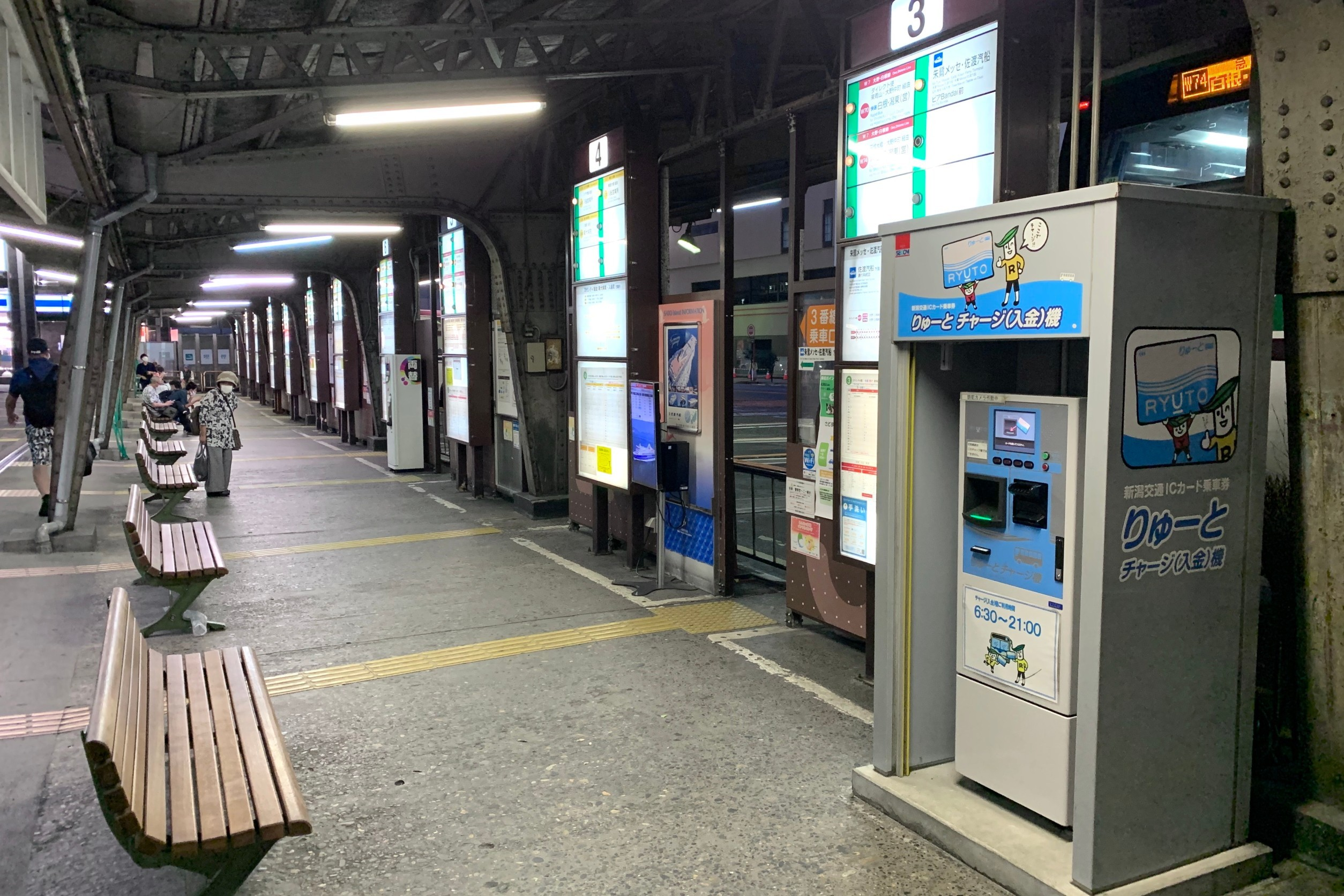
新潟駅万代口バスターミナルのりゅーとチャージ機（2020年9月）

りゅーとのチャージ機は下記の公共施設・店舗等に設置されており、1回の操作につき最大10,000円チャージできる。チャージ機の営業時間は各施設および店舗の開館・営業時間によって異なる。
チャージ機設置箇所（2015年9月現在）
- 新潟市東区
  - イオン新潟東店 1階 正面入口
- 新潟市中央区
  - 新潟駅万代口バスターミナル 3番線
  - 新潟駅南口バスターミナル 5番線
  - 万代シテイバスセンター 案内所
  - 新潟日報メディアシップ 1階 インフォメーションセンター「えん」
  - Co-C.G.ビル 1階
  - NEXT21 1階 エレベーター脇
  - 新潟市役所 バスのりば（分館横）待合室
- 新潟市江南区
  - イオンモール新潟南 1階 バスロータリー側入口横
- 新潟市西区
  - イオン新潟青山店 1階 イートインスペース内 バスインフォメーションコーナー

車内チャージ
チャージはバス車内でも運転士に申し出れば可能だが、利用できるのは千円札のみでチャージ額も3,000円が上限となっており、残額が10,000円以上ある場合はチャージできない。また、車内事故防止のため出来る限りチャージ機を利用するよう呼びかけている。
りゅーと以外のICカードのチャージ取り扱いについて
Suicaをはじめとする全国10種類の交通系ICカードは、りゅーとサービスエリア内では窓口・チャージ機・バス車内のいずれにおいてもチャージは利用できない。りゅーと以外の交通系ICカードを使用してバスに乗車する際、残高不足の場合はJR駅やコンビニエンスストア等での事前チャージが必要となる。
なお佐渡汽船の新潟港、両津港の両ターミナル2階のカーフェリー改札口付近に各1台設置されているICカードチャージ機では、PiTaPaを除く9種類のICカードのチャージを取り扱っている。また、イオン新潟東店・イオンモール新潟南・イオン新潟青山店ではイオンリテール直営売り場のレジで、NEXT21 ではセブンイレブンで、万代シテイバスセンター 及び新潟日報メディアシップ ではファミリーマートでPiTaPaを除く9種類のICカードのチャージを取り扱っている。

### カードの返却・払い戻し
カードが不要となった場合は新潟交通グループの取扱窓口で払い戻すことができ、カード内残額から払戻し手数料200円を除いた額と、デポジット500円との合計額が返金される。ただしカードを払い戻した場合、バス利用によるポイントサービスの残高等はすべて無効となる（詳細は後述）。

## 全カード共通の割引サービス

### ポイントサービス
りゅーとには「ポイントサービス」が付加されており、バスの利用毎にポイントが付与される。ポイントには乗車毎に付与される「基本ポイント」と、月間の累計精算金額に合わせて付与される「ボーナスポイント」の2種類があり、貯まったポイントは1ポイントを1円に換算し、翌月以降の初乗車時もしくは初チャージ時に10円単位で乗車可能金額に還元される。ただし対象はストアードフェアでの精算分に限られ、定期券による利用分についてはポイントは付与されない。また、県内高速バスの利用はポイントは付与されない。
乗車可能金額（カード残高）はチャージ金額（ストアードフェア）とポイント還元金額の2本立てとなっており、還元金額の残高があるカードの場合、運賃精算の際には還元金額が優先的に使用される。還元金額には有効期限はなく、カードを所有している限り乗車可能金額として使用できる。なお月初めのカード残高が上限20,000円に近い場合は上限額以内の範囲で還元金額が反映され、余剰分は翌月以降に繰り越して還元される。
ただしカードを1年間利用しなかった場合、未還元のポイントは無効となる。またカードを払い戻した場合はポイント、還元金額のいずれも無効となり、還元金額は払い戻し金額には反映されない。
またSuicaをはじめとする全国10種類の交通系ICカードは、ポイントサービスの対象外で、ポイントは付与されない。
基本ポイント
- 平日：精算運賃の10%を付与

金曜日・休前日の深夜帯（24時以降）が精算時間となった場合も平日扱いで、付与率は10％のままとなる。
- 土曜・休日：精算運賃の20%を付与

例：一般カードを使用して新潟市内均一区間（大人210円）で乗降した場合、平日は21P、土曜・休日は42Pが付与される。
- ただしポイント還元金額による利用分、定期券対象区間の利用分は付与されない。

例：一般カードの残高が300円で、うちチャージ金額が200円、還元金額が100円の際に新潟市内均一区間（大人210円）で乗降した場合、引去額には還元金額が優先使用されるため、還元金額100円＋チャージ金額110円が精算に充当される。またポイントはチャージ金額での精算分に対してのみ付与されるため、平日は11P、土曜・休日は22Pとなる。
ボーナスポイント
毎月1日から月末までの累計精算金額に応じて付与
| 月内累計精算運賃 | 付与ポイント | 累計ポイント | 付与率 |
| ---------------- | ------------ | ------------ | ------ |
| 2,000円到達時    | 10P          | 10P          | 0.5%   |
| 4,000円到達時    | 30P          | 40P          | 1.0%   |
| 6,000円到達時    | 50P          | 90P          | 1.5%   |
| 8,000円到達時    | 70P          | 160P         | 2.0%   |
| 10,000円到達時   | 140P         | 300P         | 3.0%   |
| 12,000円到達時   | 100P         | 400P         | 3.3%   |
| 14,000円到達時   | 100P         | 500P         | 3.6%   |
| 16,000円到達時   | 100P         | 600P         | 3.8%   |
| 18,000円到達時   | 100P         | 700P         | 3.9%   |
| 20,000円到達時   | 100P         | 800P         | 4.0%   |

※以降40,000円までは2,000円到達ごとに200P付与

### 乗り継ぎ割引サービス
りゅーとを使用して路線バスを乗り継ぐ際には「のり割30」と「まち割60」の2種類の割引サービスが適用される。
なお、双方の割引サービスは同時適用されない。運賃の金額に関わらず「まち割60」が優先して適用される。また下記の割引サービスはいずれもりゅーとのみが対象で、現金・Suica他では適用されない。ただし「まち割60」は現金・Suica等で精算する場合も、新潟市が発行する「のりかえ現金カード」を併用した場合は割引運賃が適用される。
また、1乗車目（奇数乗車目）の降車処理時刻から2乗車目（偶数乗車目）の乗車処理時刻までの時間制限は、実際に経過した時間軸に則ったものであり、ダイヤ上で制限時間以内の乗り継ぎが可能な場合でも、交通事情等でバスが遅延して制限時間を超過した場合は割引は適用されない。定期券区間とカード残高での精算区間とが跨る場合も適用外となる。

#### のり割30
のり割30は乗り継ぎ場所を問わず、路線バスを30分以内に乗り継ぐ際、2乗車目の運賃を割り引くサービスで、2012年7月20日から開始された。サービス開始当初の名称は特に愛称の無い「乗り継ぎ割引サービス」だったが、2015年9月5日のBRT路線「萬代橋ライン」開業とバス路線再編など、新バスシステム開業に伴うダイヤ改正に際し「まち割60」が新設されたため、前述の愛称に改称された。
路線バスに乗車して、運賃をりゅーとの乗車可能金額（カード残高）で精算した後、30分以内に路線バスに乗り継いで、運賃をりゅーとで精算した場合、2乗車目の運賃が割引となる。割引額は大人50円、小人30円（障がい者運賃：大人30円、小人20円）で、乗り継ぎ時間が30分以内であれば、異なる地点まで停留所を移動した場合でも割引が適用される。なお、障がい者運賃は障がいの種別・等級などによって割引適用対象や割引率が異なるが、乗り継ぎ割引額は一律である。
- 例1：一般カードを使用して新潟駅前から市役所前まで乗車し、30分以内に同バス停から乗車して信濃町で降車した場合

新潟駅前 - 市役所前（大人210円） → 市役所前 - 信濃町（大人210円－割引額50円＝160円）
- 例2：一般カードを使用して新潟駅前から本町まで乗車し、30分以内に古町から乗車して信濃町で降車した場合

新潟駅前 - 本町（大人210円） → 古町 - 信濃町（大人210円－割引額50円＝160円）
ただし割引が適用されるのは2乗車目までで、3乗車目の乗り継ぎには割引は適用されない。3乗車目以降の奇数回は1乗車目としてカウントされ、以後4乗車目以降の偶数回に割引が適用される順序の繰り返しとなる。
- 例3：一般カードを使用して新潟駅前から古町、古町からがんセンター前、がんセンター前から上近江、上近江から新潟駅南口の順に、各々30分以内に乗り継いだ場合

新潟駅前 - 古町（大人210円） → 古町 - がんセンター前（大人210円－割引額50円＝160円）
がんセンター前 - 上近江（大人210円） → 上近江 - 新潟駅南口（大人210円－割引額50円＝160円）
のり割30は「奇数乗車目の運賃精算から30分以内」をサービス適用の条件としているため、運賃先払い方式を採用している空港線のエアポートリムジンや、新潟駅南口 - 新潟競馬場間の臨時急行バスを奇数乗車目に利用した場合、偶数乗車目に他路線を利用してもサービスの適用外となる場合がある。新潟交通は2014年（平成26年）11月14日までの間、乗り継ぎ制限時間30分以内の条件について、その起点を「奇数乗車目の精算」ではなく「奇数乗車目の降車」と誤って案内していたことから、乗り継ぎサービスの開始日から同日までの間に対象2路線を利用した乗客を対象に、同日からサービス適用額をチャージ金額として返金する措置を実施している。。
新潟市中心部を23時31分以降に始発する「深夜バス」（通常運賃の倍額）、新潟市観光循環バス、コミュニティバス（大堀線の西区バス区間を除く新潟市の区バス、にこにこ号、Qバス、コミュニティ佐潟バス）では、のり割30は適用されない。観光循環バスについては専用の1日乗車券（大人500円、小人250円）を購入すれば、同路線に限り自由に乗り降りできる。またコミュニティバスの運賃は中野小屋ルートを除き、全区間均一運賃（大人100円 - 200円）である。
なお、のり割30は運賃精算を全てりゅーとで行った場合に限り適用される。現金・Suica等を併用した場合は割引は適用されない。またSuicaをはじめとする全国10種類の交通系ICカードは割引の対象外で、30分以内にバスを乗り継いだ場合でも偶数乗車目には正規の運賃が適用される。

#### まち割60
まち割60は、前掲の2015年9月5日のダイヤ改正時から運用が開始された乗り継ぎ割引サービスである。
同日のダイヤ改正でBRT路線「萬代橋ライン」（新潟駅前 - 万代シテイ - 古町 - 市役所前 - 白山駅前 - 青山間）が運行を開始したのに伴い、同線沿線に該当する従来の路線で中央区中心部へ往来する際は乗り換える必要が生じている。そのため乗り換えが必要となる路線については、乗り継いだ場合も下記の条件が揃えば、各方面と中心部の指定バス停の間で直通運賃が適用される。
1.　乗り換えが1回以内であること

2.　精算にりゅーとを使用すること（現金、Suicaなどの交通ICカードの場合は、新潟市が発行する「のりかえ現金カード」が別途必要。なお、発行にあたっての条件があるため、誰でも発行できる訳ではない）

3.　1乗車目の運賃精算から2乗車目までの間が「60分以内」であること

4.　路線ごとに指定された停留所（乗換ポイント）で乗り継ぐこと

5.　1乗車目・2乗車目とも、りゅーと（もしくはのりかえ現金カード）を乗車時・降車時にカードリーダーに正常にタッチすること

※Suica等の場合は、1乗車目の乗車時および1・2乗車目の乗り換え時にはのりかえ現金カードのみをタッチし、2乗車目の降車時にはのりかえ現金カードをタッチした上でSuica等をタッチする必要がある（乗車情報はのりかえ現金カードに記録し、Suica等は運賃精算にのみ使用する）。
※のりかえ現金カードで、こども運賃・一般割引で精算する場合は、降車時には1乗車目・2乗車目とも精算前に乗務員にその旨を申し出る必要がある。
6.　カード1枚につき1人分の運賃を精算すること（複数人での利用は適用不可）
- 例：新潟駅前 - 月潟間
  - （中心部 → 月潟）1乗車目：新潟駅前 → 青山 210円 ＋ 2乗車目：青山 → 月潟 440円
  - （月潟 → 中心部）1乗車目：月潟 → 青山 650円 ＋ 2乗車目：青山 → 新潟駅前 0円

中央区中心部 - 月潟間の直通運賃は650円だが、味方線は全便が青山発着となっているため、青山で乗り換える必要が生じる。
1乗車ごとに精算する場合は新潟駅前 - 青山間210円、青山 - 月潟間650円で、合計860円と割高になるが、りゅーと（もしくはのりかえ現金カード）では2乗車目の運賃を割り引く方式で精算し、合計で直通運賃650円となる。
前掲のように現金・Suica等で精算する場合は、新潟市が発行する「のりかえ現金カード」が別途必要となる。「のりかえ現金カード」は市内在住・通勤者が市に申請することで発行可能（郵送や書類のメール添付による申込が可能）。申請してから即時の発行とはならないため後日の郵送等による受け取りとなる。ただし発行対象外となる場合や、申請から発行まで時間がかかる場合があることから、市では利用を急ぐ場合は即時利用可能なりゅーとの発行を呼び掛けている。
現金のみで精算、およびSuica等を単体で使用して精算した場合は適用の対象外となり、指定停留所で60分以内にバスを乗り継いだ場合でも2乗車目は割引とはならず、1乗車ごとの運賃が適用される。
まち割60が適用される各路線間の乗り換え
| 路線番号・路線名                                                                                  | 乗換ポイント 【】内は乗換先路線の停留所。 特記なき場合は同一名称の停留所間のみ。 | 適用区間                                          | 対象路線                                                                  | 備考                                           |
| ------------------------------------------------------------------------------------------------- | -------------------------------------------------------------------------------- | ------------------------------------------------- | ------------------------------------------------------------------------- | ---------------------------------------------- |
| S6 長潟線（東跨線橋経由） S8 京王団地線 S9 亀田・横越線 E4 大形線 E5 牡丹山線 E6 竹尾線 E8 石山線 | 新潟駅前 駅前通 明石一丁目 もしくは 万代シテイ                                   | 新潟駅前 - 市役所前間                             | 適用区間を経由する各路線 （BRT 萬代橋ラインほか）                         | 新潟駅周辺と万代シテイ周辺に跨っての乗換は不可 |
| C6 八千代橋線 C7 柳都大橋線                                                                       | 新潟駅前                                                                         | 総合福祉会館前 - 南高校前間                       | S3 水島町線                                                               | 弁天一丁目・万代一丁目は適用外                 |
| E1 臨港線                                                                                         | 新潟駅前 駅前通                                                                  | 新潟駅前 - 市役所前間                             | 適用区間を経由する各路線 （BRT 萬代橋ラインほか）                         |                                                |
| E2 空港・松浜線 E3 河渡線                                                                         | 新潟駅前 駅前通 もしくは 万代シテイ 新潟日報メディアシップ                       | 新潟駅前 - 市役所前間                             | 適用区間を経由する各路線 （BRT 萬代橋ラインほか）                         | 新潟駅周辺と万代シテイ周辺に跨っての乗換は不可 |
| E1 臨港線                                                                                         | 中央埠頭                                                                         | 万代シテイ - 中央埠頭間                           | E2 空港・松浜線、E3 河渡線                                                |                                                |
| E2 空港・松浜線 E3 河渡線                                                                         | 中央埠頭                                                                         | 万代町 - 中央埠頭間                               | E1 臨港線                                                                 |                                                |
| C4 東堀通線                                                                                       | 東堀通六番町 東堀通七番町 【本町・古町】                                         | 新潟駅前 - 本町・古町間                           | 適用区間を経由する各路線 （BRT 萬代橋ラインほか）                         |                                                |
| C5 西堀通線 C6 八千代橋線                                                                         | 古町 【本町・古町】                                                              | 新潟駅前 - 本町・古町間                           | 適用区間を経由する各路線 （BRT 萬代橋ラインほか）                         |                                                |
| C1 県庁線 S1 市民病院線 S5 女池線 S6 長潟線（西跨線橋経由） W7 大野・白根線（急行）               | 市役所前                                                                         | 新潟駅前 - 市役所前間                             | 適用区間を経由する各路線 （BRT 萬代橋ラインほか）                         |                                                |
| C4 東堀通線 C5 西堀通線                                                                           | 市役所前                                                                         | 市役所前 - がんセンター前間 市役所前 - 南高校前間 | がんセンター方面 C1 県庁線、S1 市民病院線 南高校方面 S5 女池線、S6 長潟線 |                                                |
| W3 寺尾線 W4 大堀線 W5 小新線 W7 大野・白根線 W8 味方線                                           | 青山 東青山                                                                      | 新潟駅前 - 青山・東青山間                         | BRT 萬代橋ライン （および各路線のダイレクト便）                           |                                                |

## サービスエリア
りゅーとの利用可能エリア・路線は下記の通り（2021年4月現在）。今後、利用可能エリアは順次拡大される予定である。各路線の詳細については新潟交通のバス路線一覧を併せて参照。
なお点検など車両の運用上の都合により、りゅーとを利用できない車両で運行する場合がある。また下記以外の路線でもりゅーとを利用できる場合がある。りゅーとが利用できる車両には車体前面と側面の乗降口付近（高速バス県内線は運賃箱）に、マスコットキャラクターの「りゅーとくん」「ゆーとくん」をモチーフにしたステッカーと、交通系ICカード全国相互利用サービスのシンボルマークのステッカーが貼付されている。
以下、サービスエリアとなっている路線をサービス開始日順に記す（路線名の数字は系統番号、MLはモーニングライナー、▲は運賃先払い方式を採用している路線）。
2011年4月24日（サービス開始当初）
サービス開始当初は中央循環線など市内線4路線の他、近郊線では新潟市西区坂井輪・内野方面の各路線を利用可能エリアとした。なお近郊線は西区区バス、赤塚地区住民バスなど、コミュニティバスとして運行されている路線・区間も対象となった。
当初の取り扱い窓口は万代シテイバスセンター、新潟駅万代口バスターミナル、古町の各案内所、新潟南部・新潟西部・内野の各営業所であった。
- 市内線
  - 中央循環線【りゅーとリンク】7、7A、8、8A、8B、10
  - 西循環線　11、11A、12、12A、12B
  - 水島町線　9、9A
  - 水族館線　19
- 近郊線
  - 西小針線　600、601、602、603、604、605、606、607、608(ML)、609(ML)
  - 有明線　610、611、612、613(ML)、614(ML)、615
  - 大堀線　620、621、622、623、624(ML)

623は西区区バス・中野小屋ルートの区間（信楽園病院 - 槇尾 - 赤塚駅前間）でも利用可
  - 寺尾線　630、631、632
  - 流通センター線　640、641
  - 赤塚線【赤塚地区住民バス〔コミュニティ佐潟バス〕】　650、651
  - 黒鳥線　660、661

2011年6月25日
同日のサービスエリア拡大時には、主に新潟駅南口発着の近郊線を中心に利用範囲が拡大された。このうち鵜ノ子線の南長潟 - 亀田駅前 - 大江山連絡所間、亀田早通線の亀田上町 - 酒屋車庫間は、沿線住民から成る協議会と新潟市が拠出する「地区住民バス運行費補助金」が運行費用の一部に充当される、いわゆる「住民バス」として運行されている区間である。
この拡大と同時に新潟東部営業所の窓口で、りゅーとの取扱いが開始された。
- 近郊線
  - 鳥屋野線　201(ML)、210、220
  - 女池線　500、501、510、511、512
  - 長潟線　521
  - 市民病院線【りゅーとリンク】　530、531、532
  - 鵜ノ子線　540
  - 一日市・大江山線　743(ML)
  - 木場線　830
  - 亀田早通線　930
  - 京王団地線　940

2011年7月30日
同日のサービスエリア拡大時には、新潟市中心部から東区北部を経由して北区北地区（松浜・南浜地域）に至る路線を中心に利用範囲が拡大された。また平日朝の通勤通学の利便性向上を目的に、市内郊外から中心部を経由して高等学校の集積地周辺へ運行している「モーニングライナー」についても、南区白根地区方面始発の1本（812系統）を除く全系統で利用可能となった。なお松浜・太郎代浜線の新潟医療福祉大学入口－太郎代浜間は、前述の住民バス区間に該当する。
なお、これに先立って7月22日から新潟北部・下山の両営業所の窓口で、りゅーとの取扱いが開始された。
- 近郊線
  - 松浜線　300、301、302、303、305(ML)、306(ML)、308(ML)
  - 太郎代浜線　310、313、314(ML)
  - 新潟駅・松浜線　330
  - 河渡線　351(ML)
  - 牡丹山線　402(ML)
  - 一日市・大江山線　742(ML)
  - 東明線　963(ML)

2011年9月3日
同日のサービスエリア拡大時には市内線のほぼ全路線と、近郊線のうち新潟交通が単独で運行業務を行っているほぼ全路線でりゅーとが利用可能となった。なお市内線のうち佐渡汽船線の一部と、近郊線のうち空港線のエアポートリムジンと、新潟交通観光バスが運行業務を行っている路線（空港線・各停、鳥屋野線、大野白根線など、新潟交通と共同運行を行っている路線・系統も含む）では引き続き、りゅーと非対応とされた。
これに先立って8月27日から、入船営業所の窓口でりゅーとの取扱いを開始。これにより新潟交通管内の全窓口でりゅーとの各種手続きが行えるようになった。
- 市内線
  - 昭和大橋線　1
  - 美術館線　2
  - 山ノ下線　4、4A
  - がんセンター線　5
  - 臨港町線　13、13A
  - 附船町線　16
  - 佐渡汽船線　17、18（一部便のみ。新潟交通観光バス運行便は以後順次サービス開始）
  - 新潟市観光循環バス 【ドカベン号】白山公園先周り、【犬夜叉号】朱鷺メッセ先周り
- 近郊線
  - 船江町線　320
  - 河渡線　340、350、352
  - 牡丹山線　400、401、410、411
  - はなみずき線　450
  - 長潟線　520、522、570
  - 豊栄線　710
  - 競馬場線　720
  - 一日市・大江山線　741
  - 津島屋線　750
  - 山二ツ線　950
  - 東明線　961、962

2011年9月23日
同日のサービスエリア拡大においては、国道8号などを経由して西区黒埼地区及び南区方面に至る大野白根線の全系統（大野線・白根線・味方線。木場線は上記の通り6月25日にサービス開始済）と、新潟県道1号新潟小須戸三条線などを経由して江南区曽野木・両川地区方面に至る鳥屋野線の全系統（小須戸線・曽野木ニュータウン線。曽川・嘉木線と酒屋線はサービス開始済）、新津駅及び矢代田駅から南区白根地区に至る2路線など、新潟交通観光バスの潟東営業所管内の近郊線（新潟交通と共同運行を行っている路線・系統も含む）と、空港線のエアポートリムジンでサービスが開始された。
これにより新潟交通グループが運行する新潟市周辺の路線のうち、市内中心部発着且つ新潟市域内のみで運行区間が完結する路線については、一部を除くほぼ全路線でりゅーとが利用可能に、またモーニングライナーについてはこのサービスエリア拡大によって全系統でりゅーとが利用可能となった。
これと同じく9月23日から、潟東営業所でりゅーとの取扱いを開始した。これによって新潟交通グループの窓口のうち、新潟市域内に所在する全ての営業所・案内所で、りゅーとの各種手続きが行えるようになった。また新潟交通グループの地域子会社の窓口としては初めて、りゅーとの取扱窓口が設置された。
- 近郊線
  - 鳥屋野線　200、230
  - 大野線　800、802
  - 白根線　810、811、812(ML)、813
  - 味方線　820、821
  - 空港線【エアポートリムジン】 ▲
- 郊外線
  - 臼井線　840、841
  - 矢代田線　850、851

2012年7月20日
同日のサービスエリア拡大時には、市内中心部発着の路線のうちエリア外となっていた新発田・京ヶ瀬両営業所管内の一部路線でサービスが開始された。また、これまで一部の便で利用できなかった一日市・大江山線と空港線の各停でも、全便で利用できるようになった。
これにより新潟交通グループが運行する新潟市周辺の路線のうち、市内中心部を発着・経由する路線についてはほぼ全ての路線が、また新津駅発着の路線では大安寺線を除く全ての路線が、りゅーとのサービスエリアとなった。
またエリア拡大に伴い、7月13日より新発田・京ヶ瀬両営業所でりゅーとの取扱いが開始された。これにより、りゅーとの各種手続きは、新潟市中心部方面の一般路線を管轄する新潟交通グループの全ての営業所で行えるようになった。
- 近郊線
  - 空港線（各停） 331
  - 競馬場線（臨時急行バス）560 ▲
  - 新発田線　700
  - 一日市・大江山線　740
  - 免許センター線　780
  - 水原線　900、901、902、905
  - 沢海線　910、911
  - 二本木線　920
- 郊外線
  - 中新田線　912
  - 薬科大学線　842
  - 金津線　852
  - 大関線（新津駅 - 大関 - 新関駅前 - 三本木 - 五泉駅前 - 五泉営業所）
  - 新発田・競馬場線（新発田営業所 - 新発田駅前 - 木崎 - 競馬場前）

2013年6月1日
新潟市7行政区で運行されている区バスの、新潟交通グループが運行業務を受託している路線のうち、運行路線がりゅーとエリア内を経由し且つバスカードのサービスを実施している東・江南両区の区バスにおいて、同日よりサービスを開始した。また住民組織が運営主体となっている中央区新潟島北部と西区坂井輪地区のコミュニティバスでもサービスが開始された（同年秋のバスカードのサービス終了に伴う措置）。りゅーとエリアの区バス（東・江南・西の各区）とコミュニティバスでは一般路線バスと同様、Suicaほか10種類のICカードも利用できる。なお区バスのうち、りゅーとエリア外の南・西蒲両区バスと、同社グループ以外の企業が運行業務を受託する北・秋葉両区バスでは、りゅーと及びICカードは引き続き利用できない。
- 新潟市・区バス
  - 東区バス（松崎ルート、河渡ルート）
  - 江南区バス（曽野木ルート）
- しも町循環バス（にこにこ号）
- 坂井輪コミュニティバス（Qバス）

一部の車両で利用できない路線
- イベント臨時バス

りゅーと非対応車両（自治体共同運行路線用の車両など）が運用に充当される場合あり
2018年12月1日
新潟県内高速バスのうち、北陸道・関越道方面の路線でサービスが開始された。これに伴い、共同運行先の越後交通、頚城自動車、アイケー・アライアンスの県内高速バス車両も対応した。
- 県内高速バス

2021年3月20日
越後交通の一般路線バスのうち、実証実験扱いで長岡市中央環状線に導入された。
- 長岡市中央環状線(ぐるりん号)

サービスエリア外の路線
（2021年4月1日現在）
- 下記を除く新潟市中心部以外の地点発着の新潟交通観光バスの路線

上記の通り臼井線、矢代田線、中新田線、薬科大学線、金津線、大関線、新発田競馬場線では利用可能。それ以外の路線では利用できない。
- 下記を除く新潟市各行政区の区バス

上記の通り東区バス、江南区バスでは全線利用可能。また大堀線は西区バス区間（上記623の槇尾 - 赤塚駅前間）でも利用可能。
- 高速バス（県外線）
- 新潟交通佐渡の全路線

### 今後の予定
今後も郊外線のサービスエリアを拡大する予定。